# Whistler
Whistler é uma cidade estância do Canadá. Está localizada ao sul dos Pacific Ranges das Montanhas Costeiras, na Colúmbia Britânica, cerca de 125 km ao norte de Vancouver. Possui uma população fixa de pouco menos de dez mil habitantes, além de habitantes temporários durante o período de esqui, tipicamente compostos por jovens da Austrália e do Japão.
Cerca de dois milhões de pessoas visitam o local anualmente, principalmente para praticar esqui alpino e mountain biking em Whistler-Blackcomb. Durante os Jogos Olímpicos de Inverno de 2010, Whistler sediou a maioria dos eventos alpinos e nórdicos.

## Transporte
Whistler está localizada na Colúmbia Britânica Autoestrada 99, aproximadamente 58 km ao norte de Squamish e 125 km de Vancouver.

## Curiosidades
- Whistler é o nome código do Windows XP
- Whistler foi a cidade onde estava o prêmio da sexta temporada do reality show Hell's Kitchen, o emprego de chef principal do restaurante Araxi Whistler.